# World RX de los Estados Unidos 2018
El World RX de los Estados Unidos 2018, (en Inglés: World RX of USA), es una prueba de Rallycross en Letonia válida para el Campeonato Mundial de Rallycross. Se celebró en el Circuito de las Américas en Austin, Texas, Estados Unidos.
Johan Kristoffersson consiguió su séptima victoria consecutiva y novena de la temporada a bordo de su Volkswagen Polo R, seguido de Petter Solberg y Andreas Bakkerud. Con el segundo puesto conseguido en la semifinal 1, Johan Kristoffersson se convirtió en campeón del mundo por segunda vez consecutiva.

## Series
| Pos. | No. | Piloto               | Equipo                 | Auto              | Q1  | Q2  | Q3  | Q4  | Pts |
| ---- | --- | -------------------- | ---------------------- | ----------------- | --- | --- | --- | --- | --- |
| 1    | 11  | Petter Solberg       | PSRX Volkswagen Sweden | Volkswagen Polo R | 1º  | 1º  | 2º  | 4º  | 16  |
| 2    | 5   | Mattias Ekström      | EKS Audi Sport         | Audi S1           | 2º  | 6º  | 1º  | 2º  | 15  |
| 3    | 1   | Johan Kristoffersson | PSRX Volkswagen Sweden | Volkswagen Polo R | 13º | 2º  | 3º  | 1º  | 14  |
| 4    | 13  | Andreas Bakkerud     | EKS Audi Sport         | Audi S1           | 5º  | 4º  | 10º | 3º  | 13  |
| 5    | 71  | Kevin Hansen         | Team Peugeot Total     | Peugeot 208       | 8º  | 3º  | 6º  | 7º  | 12  |
| 6    | 9   | Sébastien Loeb       | Team Peugeot Total     | Peugeot 208       | 3º  | 12º | 4º  | 6º  | 11  |
| 7    | 21  | Timmy Hansen         | Team Peugeot Total     | Peugeot 208       | 4º  | 8º  | 15º | 5º  | 10  |
| 8    | 68  | Niclas Grönholm      | GRX Taneco Team        | Hyundai i20       | 10º | 5º  | 8º  | 10º | 9   |
| 9    | 36  | Guerlain Chicherit   | GC Kompetition         | Renault Mégane RS | 15º | 7º  | 5º  | 8º  | 8   |
| 10   | 96  | Kevin Eriksson       | Olsbergs MSE           | Ford Fiesta       | 6º  | 9º  | 9º  | 15º | 7   |
| 11   | 6   | Jānis Baumanis       | STARD                  | Ford Fiesta       | 11º | 13º | 7º  | 9º  | 6   |
| 12   | 92  | Anton Marklund       | GC Kompetition         | Renault Mégane RS | 7º  | 11º | 12º | 12º | 5   |
| 13   | 7   | Timur Timerzyanov    | GRX Taneco Team        | Hyundai i20       | 9º  | 10º | 13º | 13º | 4   |
| 14   | 4   | Robin Larsson        | Olsbergs MSE           | Ford Fiesta       | 12º | 15º | 11º | 11º | 3   |
| 15   | 66  | Grégoire Demoustier  | Sébastien Loeb Racing  | Peugeot 208       | 14º | 14º | 14º | 14º | 2   |

## Semifinales
Semifinal 1
| Pos. | No. | Piloto               | Equipo                 | Tiempo    | Pts |
| ---- | --- | -------------------- | ---------------------- | --------- | --- |
| 1    | 11  | Petter Solberg       | PSRX Volkswagen Sweden | 03:31.732 | 6   |
| 2    | 1   | Johan Kristoffersson | PSRX Volkswagen Sweden | +0.457    | 5   |
| 3    | 21  | Timmy Hansen         | Team Peugeot Total     | +1.517    | 4   |
| 4    | 71  | Kevin Hansen         | Team Peugeot Total     | +2.898    | 3   |
| 5    | 6   | Jānis Baumanis       | STARD                  | +6.941    | 2   |
| 6    | 36  | Guerlain Chicherit   | GC Kompetition         | +16.145   | 1   |

Semifinal 2
| Pos. | No. | Piloto           | Equipo             | Tiempo    | Pts |
| ---- | --- | ---------------- | ------------------ | --------- | --- |
| 1    | 5   | Mattias Ekström  | EKS Audi Sport     | 03:30.822 | 6   |
| 2    | 9   | Sébastien Loeb   | Team Peugeot Total | +0.465    | 5   |
| 3    | 13  | Andreas Bakkerud | EKS Audi Sport     | +1.292    | 4   |
| 4    | 68  | Niclas Grönholm  | GRX Taneco Team    | +1.605    | 3   |
| 5    | 96  | Kevin Eriksson   | Olsbergs MSE       | +3.589    | 2   |
| 6    | 92  | Anton Marklund   | GC Kompetition     | +3.986    | 1   |

## Final
| Pos. | No. | Piloto               | Equipo                 | Tiempo    | Pts |
| ---- | --- | -------------------- | ---------------------- | --------- | --- |
| 1    | 1   | Johan Kristoffersson | PSRX Volkswagen Sweden | 03:31.118 | 8   |
| 2    | 11  | Petter Solberg       | PSRX Volkswagen Sweden | +0.600    | 5   |
| 3    | 13  | Andreas Bakkerud     | EKS Audi Sport         | +1.695    | 4   |
| 4    | 9   | Sébastien Loeb       | Team Peugeot Total     | +2.323    | 3   |
| 5    | 5   | Mattias Ekström      | EKS Audi Sport         | +8.069    | 2   |
| 6    | 21  | Timmy Hansen         | Team Peugeot Total     | +9.836    | 1   |

## Campeonato tras la prueba
| Pos | Piloto               | Pts | Dif |
| --- | -------------------- | --- | --- |
| 1   | Johan Kristoffersson | 281 |     |
| 2   | Mattias Ekström      | 204 | +77 |
| 3   | Petter Solberg       | 202 | +79 |
| 4   | Andreas Bakkerud     | 200 | +81 |
| 5   | Sébastien Loeb       | 195 | +86 |

- Nota: Sólo se incluyen las cinco posiciones principales.